# ليلي جيمز
ليلي جيمز (بالإنجليزية: Lily James)‏، ممثلة بريطانية، ولدت في 5 أبريل 1989، بدأت تعليمها في مدرسة الفنون للتربية في ترينج ثم ذهبت لتدرس التمثيل في مدرسة غيلدهول للموسيقى والدراما في لندن، وتخرجت في عام 2010، والدها هو الممثل والموسيقي جيمي تومسون، وجدتها الممثلة الأمريكية هيلين هورتون.

## بدايتها المهنية
بدأت مسيرتها عام 2010 بدور مساعد في المسلسل التلفزيوني Just William، وفي عام 2011 ظهرت في بعض حلقات مسلسل يدعى Secret Diary of a Call Girl، وفي عام 2012 ظهرت في الفيلم القصير Chemistry. وفي عام 2012 أدت دورًا مساعدًا في فيلم المغامرة الخيالي Wrath of the Titans. وفي نفس العام ظهرت في الفيلم البريطاني الدرامي Broken، كما أدت دورًا رئيسيًا في الفيلم الدرامي Fast Girls، وخلال الأعوام 2012- 2015، ظهرت في دور مهم في المسلسل التلفزيوني Downtown Abbey.
لكنها وصلت إلى قمة نجاحها المهني بعد أن ظهرت في دور سندريلا في الفيلم الأمريكي الخيالي Cinderella عام 2015.

## الأعمال

### الأفلام
| سنة  | اسم الفيلم                                          |
| 2012 | Chemistry                                           |
| 2012 | راث أوف ذا تايتنز                                   |
| 2012 | Broken                                              |
| 2012 | Fast Girls                                          |
| 2013 | Silent Treatment                                    |
| 2015 | سندريلا (فيلم 2015)                                 |
| 2015 | بيرنت (فيلم)                                        |
| 2016 | كبرياء وتحامل ووحوش الزومبي                         |
| 2016 | Branagh Theatre Live: Romeo and Juliet              |
| 2016 | الاستثناء                                           |
| 2016 | The Tale of Thomas Burberry                         |
| 2017 | بيبي درايفر                                         |
| 2017 | الساعة الأكثر ظلمة (فيلم)                           |
| 2018 | * The Guernsey Literary and Potato Peel Pie Society |
| 2018 | * Mamma Mia! Here We Go Again                       |

- * قادم

### المسلسلات
- الحرب والسلم (مسلسل 2016)
- داونتون آبي